# Magura (district)
Pour les articles homonymes, voir Magura.
Magura est un district du Bangladesh. Il est situé dans la division de Khulna. La ville principale est Magura (en).

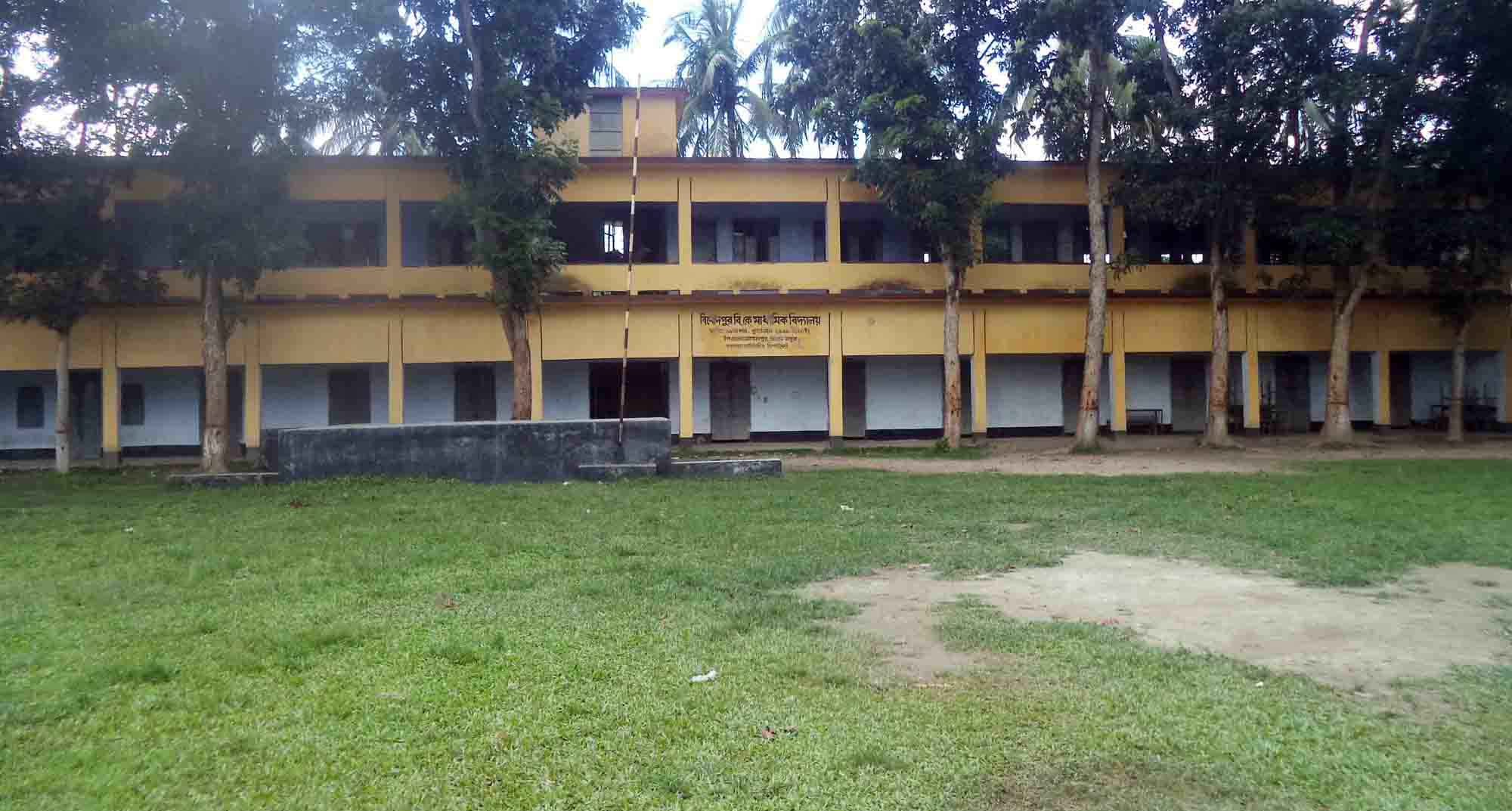
Binodpur B.K. Lycée